# 漫画中国成语
《漫画中国成语》是敖幼祥的漫画，全套六册，書中將成語画成漫畫情節来介绍成语，于1993年由時報文化先陸續推出，由《乌龙院》的师徒等人物诠释成语故事。簡體中文版于2002年10月由漓江出版社出版。荣获国立编译馆优良漫画奖三次。

## 歷史
國立臺東生活美學館自2014年9月25日起舉辦四場「漫畫愛SHOW成語—漫畫家敖幼祥快樂藝術下鄉行」系列活動，其中教材之一為《漫画中国成语》。

## 得獎
- 得到國家教育研究院優良漫畫獎[1]。[何时？]
- 2013年2月，中华人民共和国新闻出版总署选为2012年度“大众喜爱的50种图书”[7]。
- 中華民國文化部評選為「第 35 次中小學生優良課外讀物評選推介」名單之一[8]。